# Furusawa Taiho
Furusawa Taiho (jap. 古沢 太穂; * 1. August 1913 in Ōkubo, Landkreis Kaminiikawa (heute: Toyama), Präfektur Toyama; † 2. März 2000), eigentlich Furusawa Tamotsu (古沢 太保), war ein japanischer Haiku-Dichter der Shōwa- und Heisei-Zeit.

## Leben
Furusawa Taiho wurde am 1. August 1913 in Ōkubo, heute ein Teil der Stadt Toyama, geboren. Sein Geburtshaus war zugleich Restaurant und Geisha-Haus.
Im Alter von 11 Jahren verlor er seinen Vater an eine Krankheit, woraufhin die Familie von Tōkyō nach Yokohama zog.
1938, im Alter von 25 Jahren, absolvierte Taiho in Tōkyō den Fremdsprachenfachkurs für Russisch, erkrankte bald darauf jedoch an Tuberkulose und musste sich in eine fünfjährige Heilbehandlung begeben. Im Sanatorium erhielt er die Empfehlung, sich mit Haiku zu befassen, und abonnierte 1940 die von Mizuhara Shūōshi herausgegebene Haiku-Zeitschrift Ashibi (馬酔木, dt. „Lavendelheide“). Danach beteiligte er sich auch selbst an der von Katō Shūson gegründeten Zeitschrift Kanrai (寒雷, dt. „Winterdonner“).
1947, nach dem Zweiten Weltkriege, gab er unter anderem mit Akagi Sakae die Gemeinschaftszeitschrift Sara (沙羅, dt. Salbaum) heraus und trat dem Bündnis der Vertreter des neuen Haiku (新俳句人連盟, Shinhaikujin Remmei) bei, als deren Vorsitzender er lange tätig war. Danach wurde er Berater. (Mit „Gemeinschaftszeitschrift“, jap. dōjin-zasshi (同人雑誌), ist eine Privatzeitschrift gemeint, die von mehreren gleichgesinnten Autoren gleichberechtigt gestaltet und herausgegeben wird.)
1951 gründete er die Gemeinschaftszeitschrift Dōhyō (道標, dt. „Meilenstein“). 1972 führte er beide Gemeinschaftszeitschriften unter dem Titel Dōhyō zusammen und übernahm nunmehr die Leitung über die Redaktion.
Für seine Haiku-Sammlung Makaruru kamome (捲かるる鴎, dt. „Eingewickelte Möwe“) erhielt er den Takiji-Yuriko-Preis.

## Haiku-Sammlungen
- Sanjūdai (三十代), Kanagawaken Shokuba Haiku Kyōgikai, 1950.
- Furusawa Taiho Kushū (古沢太穂句集), Gendai Shobō, 1955.
- Makaruru Kamome (捲かるる鴎), Chikutōsha, 1979.
- Kaun (火雲), Gendai Haiku Kyōkai, 1982.
- Ushirode (うしろ手), Shinhaikujin Remmei, 1995.